# Voorjaarsspikkeldikkopje
Het Voorjaarsspikkeldikkopje (Pyrgus serratulae) is een vlinder uit de familie van de dikkopjes (Hesperiidae). De wetenschappelijke naam van de soort is voor het eerst gepubliceerd in 1839 door Jules Pierre Rambur.
De voorvleugellengte bedraagt 12 tot 14 millimeter.

## Verspreiding
De soort komt voor in Denemarken, Duitsland, Zuidoost-België, Luxemburg, Frankrijk (vasteland en Corsica), Zwitserland, Oostenrijk, Liechtenstein, Portugal, Spanje, Italië, Estland, Letland, Litouwen, Polen, Tsjechië, Slowakije, Hongarije, Wit-Rusland, Oekraïne, Europees-Rusland (ook Kaliningrad), Slovenië, Kroatië, Bosnië en Herzegovina, Servië, Montenegro, Noord-Macedonië, Albanië, Roemenië, Bulgarije, Griekenland, Europees-Turkije, Aziatisch-Turkije, Armenië, Azerbeidzjan, Siberië, Kazachstan, Noordoost-China en Mongolië. 

## Levenscyclus
De vlinder vliegt in één generatie vanaf half mei tot in augustus. In de Pyreneeën vliegt de soort al vanaf eind april. De soort overwintert als rups.

## Biotoop
Het biotoop bestaat uit open grazige en bloemrijke plaatsen, vochtige open plekken in het bos en warm droog struweel. In het hooggebergte houdt deze vlinder zich op in warme en droge rotsachtige graslanden. De soort komt voor tussen 50 en 2700 meter hoogte.

## Waardplanten
De rups van deze soort leeft op de volgende planten:
- Rosaceae
  - Potentilla tabernaemontani
  - Potentilla heptaphylla
  - Potentilla recta
  - Potentilla aurea
  - Potentilla crantzii
  - Potentilla hirta
  - Potentilla reptans
  - Potentilla pusilla
  - Sibbaldia procumbens
  - Geum montanum
  - Geum reptans
  - Alchemilla-soorten
- Cistaceae
  - Helianthemum nummularium

## Ondersoorten
- Pyrgus serratulae serratulae (Rambur, 1839)
- Pyrgus serratulae balcanica (Warren, 1926) (Balkan)
  - = Hesperia serratulae balcanica Warren, 1926
- Pyrgus serratulae major (Staudinger, 1879) (Armenië, Azerbeidzjan)
  - = Syrichtus serratulae major (Staudinger, 1879)
- Pyrgus serratulae uralensis (Warren, 1926) (Zuidelijke Oeral, Kazachstan)
- Pyrgus serratulae grisecens (Alberti, 1969)
  - = Hesperia serratulae grisecens (Alberti, 1969)
- Pyrgus serratulae shukshini Korshunov & Ivonin, 1996 (Altaj)